# Bigamul
Bigamul  (titlul original: în italiană Il bigamo) este un film de comedie italian, realizat în 1956 de regizorul Luciano Emmer, protagoniști fiind actorii Marcello Mastroianni, Vittorio De Sica, Franca Valeri, Memmo Carotenuto. 

## Conținut
Mario De Santis (Marcello Mastroianni) este un reprezentant comercial de parfumuri, fermecător cu doamnele. Este căsătorit cu Valeria și este tatăl unui copil de un an. Convocat la secția de poliție, este surprins văzându-se acuzat de bigamie. Este confruntat cu o anumită Isolina Fornaciari cu care s-ar fi căsătorit la Forlimpopoli câțiva ani mai devreme și care spune că îl recunoaște ca fiind el acea persoană. Este însoțită de un avocat și de tatăl ei, o persoană extrem de violentă. Nimeni nu pare să mai creadă în nevinovăția lui Mario și familia lui se comportă agrersiv împotriva sa.
Mario îl cunoaște în închisoare pe Quirino, care îl pune în legătură cu avocatul Principe, numit „tenor al baroului”, care îl sfătuiește pe Mario să se recunoască vinovat sub pretextul uitării și face o ploaderie teatrală care îi convinge pe jurați. Quirino, tocmai ieșit din detenție, începe să caute o persoană cu același nume al lui Mario. Chiar înainte de pronunțarea verdictului, Quirino apare cu celălalt Mario de Santis. Instanța, care recunoscuse nevinovăția lui Mario, acum îl condamnă pentru „auto-calomnie”, în timp ce Isolina este condamnată pentru declarație falsă. După o scurtă ședere în închisoare, Mario se poate alătura familiei sale.

## Distribuție
- Marcello Mastroianni – Mario De Santis
- Vittorio De Sica – Principe, avocatul apărării
- Franca Valeri – Isolina Fornaciari
- Memmo Carotenuto – Quirino Proietti
- Marisa Merlini – Enza Masetti, sora valeriei
- Giovanna Ralli – Valeria Masetti, soția lui Mario
- Carlo Gallucci – micuțul Tonino
- Carlo Mazzarella – clientul lui Mario
- Vincenzo Talarico – avocatul părții civile
- Salvo Randone – procurorul
- Anita Durante – Amalia, portăreasa
- Guglielmo Inglese – don Vincenzino, avocat
- Mario Passante – avocatul lui Olinto Fornaciari
- Enzo Garinei – jurnalistul
- Aldo Pini – polițistul din parc
- Gaetano Verna – judecătorul
- Mimmo Poli – Victor, un deținut
- Renato Terra Caizzi – Marcel, un deținut
- Ave Ninchi – mama Valeriei
- Ruggero Marchi – Olinto Fornaciari, tatăl Isolinei
- Carlo Gallucci – Tonino, fiul lui Mario și al Valeriei
- Paolo Ferrara – comisarul
- Edda Soligo – Madame Zaira, băcăneasa
- Fernando Milani –
- Eros Belloni –

## Premii
- 1956 Nastro d'argento pentru Memmo Carotenuto pentru cel mai bun actor în rol secundar.